# Mimosa dysocarpa
Mimosa dysocarpa är en ärtväxtart som beskrevs av Asa Gray. Mimosa dysocarpa ingår i släktet mimosor, och familjen ärtväxter. Inga underarter finns listade i Catalogue of Life.